# Kerkhof van Jette (tramhalte)
Kerkhof van Jette is een Brusselse tram- en bushalte van de MIVB in de gemeente Jette, niet ver van de grens met Laken (Brussel-stad). De halte ligt op het kruispunt van de De Smet de Naeyerlaan, Jules Lahayestraat en de Secretinlaan. Het is, zoals uit de naam al blijkt, genoemd naar het nabijgelegen kerkhof.
Bij de halte ligt ook een keerlus met twee sporen. Die wordt momenteel gebruikt door tramlijn 62, die Kerkhof van Jette als begin-/eindhalte heeft.

## Tramlijnen
- Tramlijn 19 Groot-Bijgaarden - De Wand
- Tramlijn 51 Stadion - Zuidstation
- Tramlijn 62 Kerkhof van Jette - Eurocontrol
- Tramlijn 93 Stadion - Legrand

## Buslijnen
|  | 53 - UZ Brussel - Militair Hospitaal |

## Andere aansluitingen
- Villo! 165 Cimetiere De Jette/Kerkhof Jette[1]

## Plaatsen en straten in de omgeving
- Het kerkhof van Jette
- Het station van Jette (heeft ook een eigen halte op de lijnen 19 en 53)
- De De Smet de Naeyerlaan en Jules Lahayestraat

Legrand · 
Abdij · 
Vleurgat · 
Baljuw · 
Defacqz · 
Stefania · 
Louiza · 
Poelaert · 
Kleine Zavel · 
Koning · 
Paleizen · 
Park · 
Congres · 
Kruidtuin · 
Gillon · 
Sint-Maria · 
Lefrancq · 
Liedts · 
Thomas · 
Masui · 
Jules De Trooz · 
Over de Bruggen · 
Prinses Clementina · 
Moorslede · 
Bockstael · 
Jacob Fontaine · 
Jetse Haard · 
Kerkhof van Jette · 
Guillaume de Greef · 
Brugmann-ziekenhuis · 
Polikliniek Brugmann · 
Stiénon · 
Stadion